# FIFA 18
FIFA 18 est un jeu vidéo de football développé par EA Canada et édité par EA Sports, sorti le 29 septembre 2017 sur PlayStation 3, PlayStation 4, Xbox 360, Xbox One, PC et Nintendo Switch. L'international portugais Cristiano Ronaldo figure sur la jaquette du jeu. L'ancien footballeur brésilien Ronaldo apparaît sur l'édition Icône du jeu.
Cristiano Ronaldo est le joueur le mieux noté du jeu avec 94 de général devant Lionel Messi qui a 93 et Manuel Neuer, Luis Suárez et Neymar qui ont 92 (sans compter les icônes et les boost Ultimate Team).
Les versions sur PS3 et Xbox 360, à l'instar des versions précédentes, diffèrent de leurs homologues sur PS4 et Xbox One et ne comprennent pas le mode The Journey. La version Nintendo Switch possède une ergonomie personnalisée, et Electronic Arts affirme que c'est « l'expérience FIFA sur console portable la plus avancée sur le plan technologique », malgré des fonctionnalités manquantes comme The Journey.
Il s'agit du deuxième opus de la série FIFA, après FIFA 17, utilisant le moteur de jeu Frostbite, à l'exception des versions pour PlayStation 3, Xbox 360 et Nintendo Switch. Le 12 juin 2017, EA a révélé que Pelé, Diego Maradona, Lev Yashin, Thierry Henry, Patrick Vieira, Carles Puyol, Ronaldinho et Ronaldo R9 apparaîtront sous forme de joueurs Icônes dans FIFA Ultimate Team. La démo du jeu est sortie le mardi 12 septembre 2017.
Alors que Lionel Messi occupait la couverture de FIFA depuis plusieurs années, les fans du jeu avaient pu choisir le second joueur de la jaquette de FIFA 17 entre Marco Reus, James Rodríguez, Eden Hazard et Anthony Martial. C'est Reus qui avait été choisi. Le contrat avec Messi ayant expiré et Pro Evolution Soccer ayant racheté les droits du FC Barcelone et déjà choisi Messi pour leur couverture, Electronic Arts choisit Cristiano Ronaldo pour la couverture de cet opus. Le joueur portugais représente un choix logique, puisqu'il est alors vainqueur du Ballon d'or, de la Ligue des Champions et de la Liga .

## Système de jeu

### Nouveautés
Dans cette nouvelle édition, EA Sports a décidé d'améliorer le positionnement des joueurs. L'intelligence artificielle a augmenté et maintenant chaque équipe qui affronte le joueur choisira sa propre technique. Par exemple, le FC Barcelone optera pour le tiki-taka, tandis que le Real Madrid jouera en contre-attaque. De nouveaux mouvements et animations en haute définition permettent un jeu de tête plus fluide. Ce nouvel opus permet également de centrer au premier ou second poteau.
FIFA 18 restitue la personnalité de chaque joueur sur le terrain, en prenant en compte l'agressivité, la détermination ou l'aspect collectif.
Lors des jours suivant sa sortie, FIFA 18 fut vivement critiqué en raison des nombreux bugs et oublis présents dans le jeu. EA sports fit une mise à jour corrective le 3 octobre 2017.
Le 29 mai 2018 sera mis à jour gratuitement un mode Coupe du Monde qui permettra aux joueurs de contrôler la nation qu'il voudra et le plus dans ce mode c'est que l'on pourra incarner une nation qui n'est même pas qualifiée.

### The Journey
Dans FIFA 17, The Journey a été introduit avec un nouveau mode de campagne solo sur PS4, Xbox One et Windows. Ce mode continue dans cet opus. Si le joueur a terminé l'histoire originale, il commencera FIFA 18 dans le même club - avec des titres et des honneurs, comme un titre de Premier League ou une victoire en FA Cup. Quant à ceux qui commenceront depuis le début, ils verront un montage avec les points clés de l'intrigue, puis ils pourront choisir parmi tous les clubs de Premier League.
Dans l'édition de cette année, Alex Hunter, le personnage principal de 17 ans de Clapham, à Londres, est entièrement personnalisable. Il est aussi possible de changer l'apparence de Hunter grâce à l'inclusion de dizaines de tee-shirts, sweat, coiffures et tatouages.
Alors que FIFA 17 bloquait Hunter à la Premier League, dans FIFA 18, le jeune prodige anglais a la possibilité d'évoluer dans de nouveaux horizons, notamment au Paris Saint-Germain, à l'Atlético Madrid, au Bayern Munich et dans les Galaxy de Los Angeles.
Dans la bande-annonce, Hunter est montré avec un maillot du Real Madrid sur un téléviseur, en arrière-plan. La bande-annonce est centrée sur le fait que Hunter pourra rejoindre un nouveau club avant la deuxième saison, suggérant qu'un "record mondial" soit possible. Ronaldo figure également dans la mise à jour de The Journey.
EA a annoncé une plus grande variété dans les transferts ainsi qu'un monde ouvert. Il y aura également une série de « décisions cruciales » qui auront une incidence sur le sort de Hunter et de ses coéquipiers. Le mode histoire est divisé en chapitres et chacun d'entre eux aura des objectifs spécifiques à atteindre. En outre, il a été révélé qu'il sera possible de choisir de nouveaux personnages.

### Ultimate Team
FIFA Ultimate Team (FUT) entame sa neuvième année avec FIFA 18. Réunissant de plus en plus d'amateurs, EA Sports a décidé d'axer cette nouvelle version d'Ultimate Team sur la compétition en créant les FIFA 18 Global Series, qui permettent aux joueurs de s'affronter dans des compétitions en ligne et d'accéder à la FIFA eWorld Cup.
Dans ce nouvel opus, les cartes Legends sont renommés en cartes Icônes. Disponible uniquement pour Xbox One auparavant, elles le sont maintenant sur PS4 et PC. Ces cartes comprennent de nombreux joueurs emblématiques de l'histoire du football, que les joueurs peuvent contrôler dans Ultimate Team. Les nombreuses icônes annoncés pour FIFA 18 incluent Ronaldo, dont l'endurance et la finition ont fait de lui le double vainqueur du Ballon d'Or, Diego Maradona, l'un des plus grands dribbleurs de tous les temps, Thierry Henry, l'une des plus grandes stars de Premier League et une légende d'Arsenal, Lev Yashin, qui a gagné le surnom de Black Spider après avoir passé 20 ans au Dynamo Moscou, réalisant 270 matchs sans prendre de buts et arrêtant plus de 150 penaltys et Pelé, connu comme l'un des plus grands footballeurs de tous les temps. Un total de 40 joueurs ayant marqué l'histoire du football ont été sélectionnés pour faire partie des Icônes d'Ultimate Team. Chacun dispose de trois cartes, représentant différents moments de sa carrière (ce que l'on appelle des "Histoires d'Icônes"). C'est donc 120 cartes Icônes qui sont disponibles dans FUT 18.

### Nintendo Switch
Le 12 janvier 2017, lors de la présentation Nintendo Switch, EA a annoncé une édition spéciale pour FIFA 18 sur la nouvelle console de Nintendo. En raison d'une puissance plus faible de la Switch comparé à la PS4 et la Xbox One, le jeu fonctionnera sur un moteur EA interne, et non sur le moteur Frostbite. La version Switch exclura également le mode Journey : Hunter Returns, la deuxième saison du mode histoire introduit dans FIFA 17. La version Switch fonctionnera à une définition de 1080p / 60fps branché à un téléviseur, et 720p / 60fps en mode portable. Cependant, en dehors de l'exclusion du mode Journey, FIFA 18 sur Switch dispose de tous les autres modes de base, y compris du mode carrière. Pour la première fois, Ultimate Team fait son apparition sur un système Nintendo. Les fonctionnalités exclusives à la version Switch incluent le multijoueur local sous la forme du nouveau mode Local Seasons, permettant jusqu'à 4 commutateurs Nintendo de se connecter et de participer à une séquence de cinq matchs. Un autre mode exclusif à Switch est le mode Switch Kick-Off, permettant aux joueurs d'entrer instantanément dans des matchs locaux en solo.

## Bande-son
Les voix françaises sont les mêmes que dans FIFA 17 : Hervé Mathoux et Pierre Ménès, ce dernier effectue sa deuxième participation après FIFA 17.
Les artistes musicaux présents dans le jeu sont :
- alt-J
- Avelino
- Bad Sounds
- Baloji
- BØRNS
- Cut Copy
- Django Django
- IDER
- Kimbra
- Kovic
- Lorde
- Mondo Cozmo
- Mura Masa
- ODESZA
- Off Bloom
- Oliver (en)
- Outsider
- Perfume Genius
- Phantoms (en)
- Portugal. The Man
- RAC (en)
- Residente
- Rex Orange County
- Run the Jewels
- Sir Sly
- Slowdive
- Sneakbo feat. Giggs
- Sofi Tukker
- Superorganism
- Tash Sultana
- Témé Tan
- The Amazons
- The National
- The War on Drugs
- The xx
- Tom Grennan
- Toothless
- Vessels
- Washed Out
- Jason Derulo

## Accueil

### Critique
- Jeuxvideo.com : 16/20[25]
- Gamekult : 7/10[26]
- Gameblog : 7/10[27]

### Controverse liée au loot box
FIFA 18 intègre des loot boxes. En Belgique, ces dernières ont été qualifiées par la Commission des jeux de hasard comme des jeux de hasard et a donc demandé leur retrait du jeu,.